# Suarius caviceps
Suarius caviceps är en insektsart som först beskrevs av Mclachlan 1898.  Suarius caviceps ingår i släktet Suarius och familjen guldögonsländor. Inga underarter finns listade i Catalogue of Life.